# Steam Whistle
Steam Whistle (dt. Dampfpfeife) ist eine kanadische Brauerei aus Toronto, die als einziges Produkt ein gleichnamiges Bier nach Pilsner Art braut.

## Geschichte

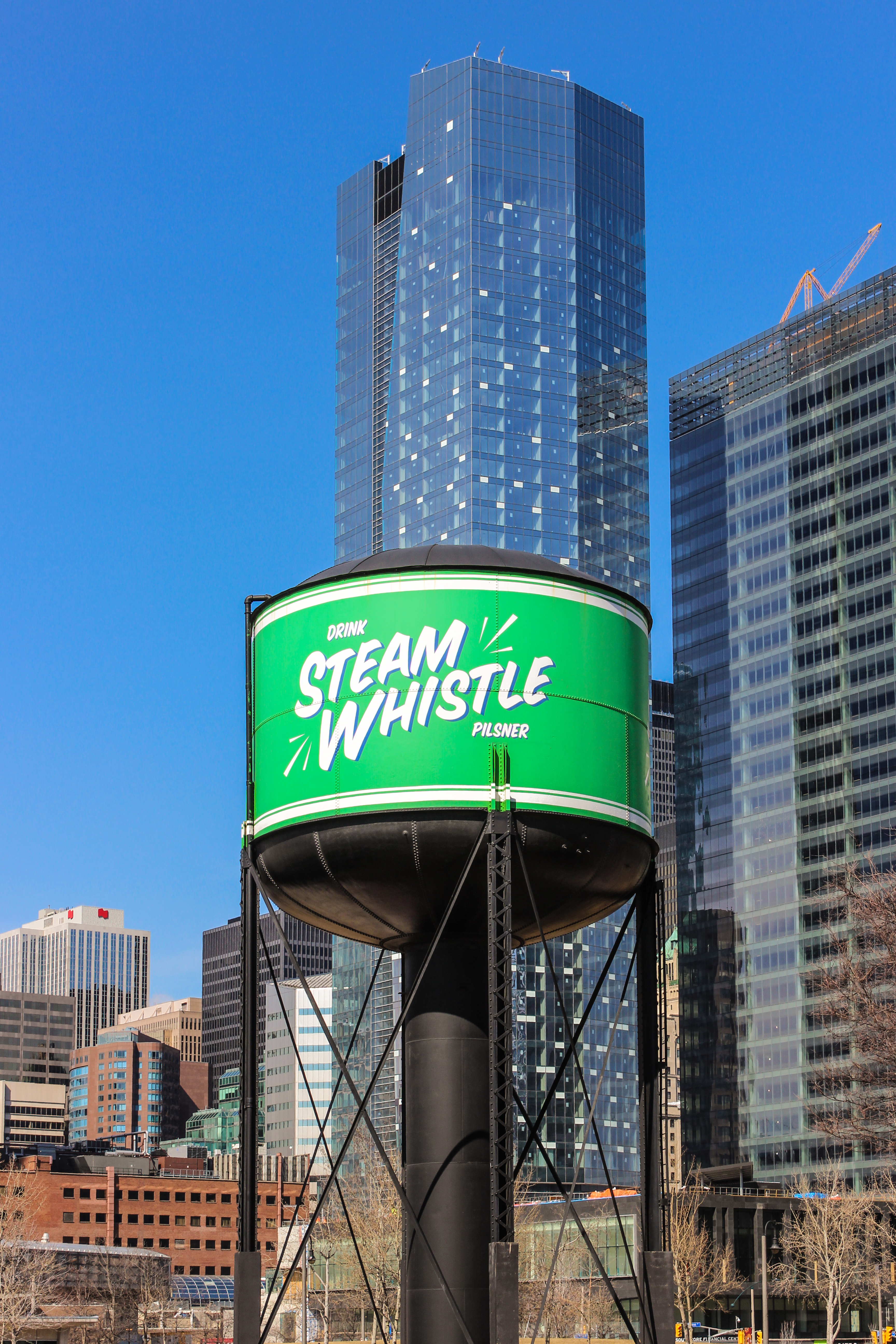
Wasserturm an der Brauerei in Toronto

Die Gründer, Greg Taylor, Cam Heaps und Greg Cromwell, arbeiteten bei der Upper Canada Brewing Company und wurden im Zuge von Umstrukturierungen dort entlassen. Die Idee, die Brauerei Three Fired Guys (dt. etwa Drei gefeuerte Burschen) zu nennen wurde bald zugunsten des heutigen Namens fallengelassen. Auf den Bierflaschen findet sich allerdings eine Prägung 3FG die auf den ursprünglichen Namen hinweist.

## Brauhaus
Das Brauhaus befindet sich im John Street Roundhouse, einem denkmalgeschützten Ringlokschuppen, in der Innenstadt von Toronto in unmittelbarer Nähe des CN Tower. Das Brauhaus verfügt über zwei der namensgebenden Dampfpfeifen, eine kleinere im Gebäude und eine große auf dem Dach, welche stündlich pfeift.

## Fahrzeugflotte

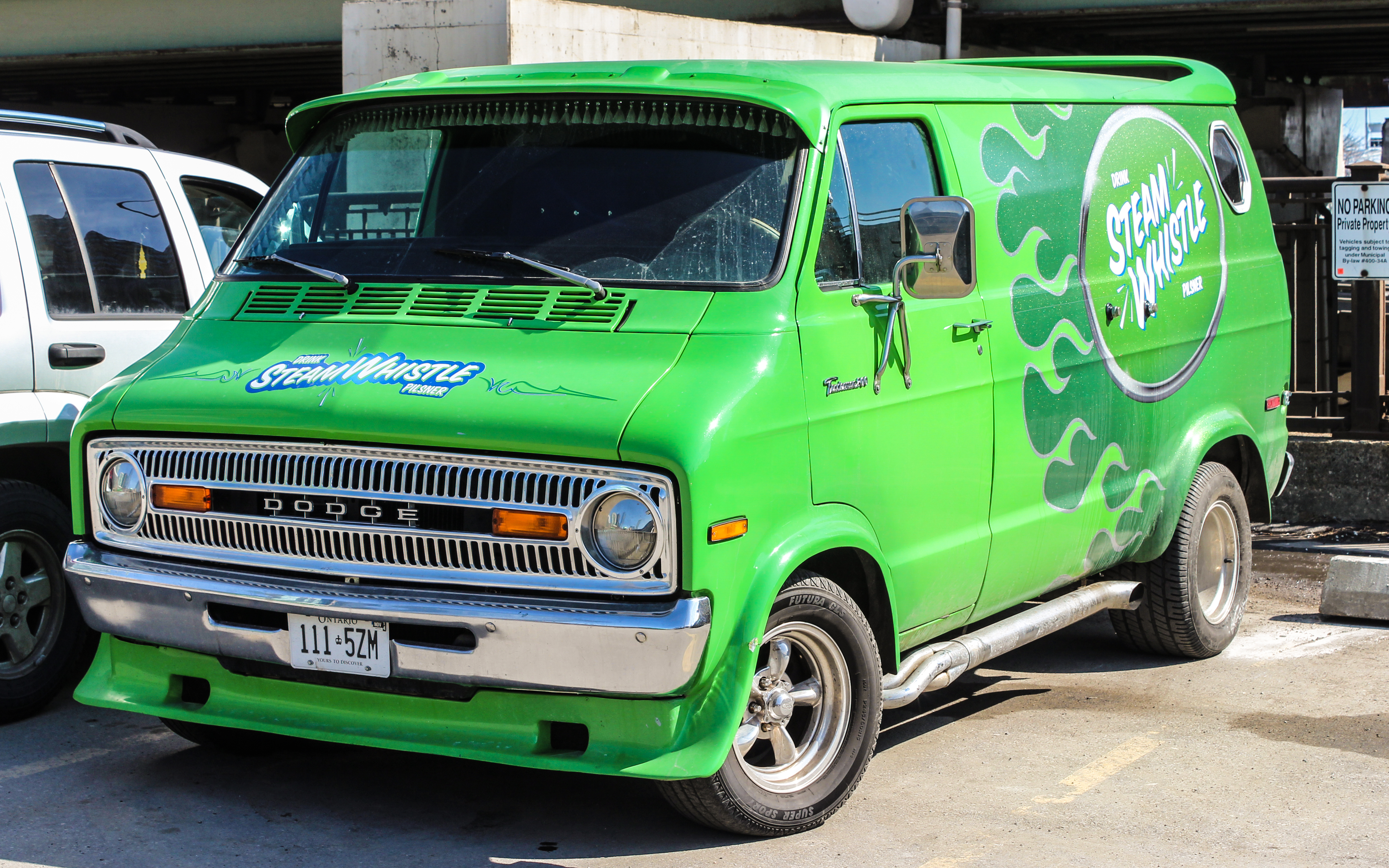
Steam Weaver ein 1973er Dodge Tradesman

Steam Whistle betreibt eine Flotte von Promotionfahrzeugen aus verschiedenen Epochen, die teilweise auf moderne Antriebe umgerüstet wurden (z. B. elektrischer Antrieb).